# Brebrovac
Brebrovac – wieś w Chorwacji, w żupanii zagrzebskiej, w mieście Jastrebarsko. W 2011 roku liczyła 74 mieszkańców.